# Брукс, Нил
Нил (Нейл) Брукс (англ. Neil Brooks; род. 27 июля 1962, Кру, Чешир) — австралийский пловец, чемпион и призёр Игр Содружества и Олимпийских игр, участник двух Олимпиад.

## Карьера
На летней Олимпиаде 1980 года в Москве Брукс выступал в плавании на 100 метров вольным стилем и комбинированной эстафете 4×100 метров. В плавании на 100 метров он не смог пробиться в финал. В комбинированной эстафете сборная Австралии (Марк Тонелли (баттерфляй), Марк Керри (на спине), Питер Эванс (брасс), Нил Брукс (вольный стиль)) завоевала олимпийское золото (3:45,70 с), опередив команды СССР (3:45,92 с) и Великобритании (3:47,71 с).
На следующей Олимпиаде в Лос-Анджелесе Брукс выступал в эстафетах на 100 метров вольным стилем и комбинированной эстафете 4×100 метров. В эстафете 4×100 метров вольным стилем сборная Австралии (Нил Брукс, Грег Фасала, Майкл Делани, Марк Стоквэлл) завоевала олимпийское серебро, уступив золото сборной США и опередив сборную Швеции. В комбинированной эстафете австралийцы (Нил Брукс, Марк Керри, Питер Эванс, Глен Бьюкенен, Марк Стоквэлл) стали бронзовыми призёрами, уступив американцам и канадцам.